# 上杉頼方
上杉 頼方（うえすぎ よりかた）は、室町時代前期の守護大名。越後国守護。山浦上杉家2代・越後上杉家4代当主。

## 略歴
上杉房方の次男として誕生。当初は山内上杉家の上杉憲方の子・憲重を初代とする山浦上杉家を継いだ。
応永28年（1421年）に父・房方が没し、翌年には跡を継いだ兄・朝方も亡くなったため、頼方は甥の房朝の後見人として越後守護を継承した。しかし、この時期室町幕府と4代鎌倉公方・足利持氏の関係は最悪であり、頼方は弟・憲実が関東管領であることから鎌倉派ではないかと疑われた。応永30年（1423年）10月に漸く幕府から赦免された頼方は、越後の上杉頼藤・中条房資に指令を送り、鎌倉派の守護代・長尾邦景を討つよう命じた（越後応永の大乱）。
ところが、討伐を命じられた越後国人の足並みは乱れており、邦景の裏工作で簡単に寝返る始末であり、なかなか事が収まらずにいるうちに応永31年（1424年）、幕府と鎌倉公方が和睦、12月には房朝を畠山満家に奪い取られ、大義名分と実権を失った。応永33年（1426年）には邦景派の逆襲を退けるもこれが限界であり、まもなく頼方は守護を罷免され、房朝に改められ、邦景も赦免された。以降の消息は不明である。
「深谷上杉系図」によれば永享4年（1432年）2月に死去。